# Théo Kerg
Théo Kerg (* 2. Juni 1909 in Niederkorn, Luxemburg; † 4. März 1993 in Chissey-en-Morvan, Burgund, Frankreich) war ein luxemburgischer Maler, Grafiker, Bildhauer und Glasgestalter. 

## Leben
Kerg studierte von 1929 bis 1932 an der École supérieure des beaux-arts und an der Sorbonne in Paris. Anschließend wurde Kerg Schüler Paul Klees und Oskar Molls an der Düsseldorfer Kunstakademie, die dort 1933 entlassen wurden. Von 1934 bis 1936 wurde er Mitglied der Gruppe  Abstraction-Création  in Paris. 1941 wurde Kerg zum Professor für Kunsterziehung an die Industrie- und Handelsschule in Esch-sur-Alzette berufen. 1957 folgte Kerg einem Ruf der Werkkunstschule Kassel und arbeitete dort bis 1965 als Gastprofessor. 
Théo Kerg war Begründer der Kunstrichtung Taktilismus.
Seit 1989 gibt es das Theo-Kerg-Museum in Schriesheim (Baden-Württemberg). Er hat sich kurz vor seinem Tod entschieden sein Werk der Stadt Schriesheim zu vermachen. In einer permanenten Ausstellung werden die Werke über drei Stockwerke in einem restaurierten Fachwerkbau inmitten der Altstadt Schriesheims präsentiert.

## Auszeichnungen
- 1935: Goldmedaille, Exposition Internationale, Brüssel
- 1951: 1. Preis, Biennale Bianco et Nero, Genua